# Ле-Ман (футбольный клуб)
«Ле-Ман» (фр. Le Mans Football Club) — французский футбольный клуб из одноимённого города. Образован в 1985 году посредством слития двух клубов Unione Sportive du Mans и Le Mans Sports Club. Домашним стадионом клуба является «ММАрена», построенный в 2011 году и вмещающий 25 000 зрителей. В 2010 году «Ле-Ман» в последний раз играл в первом дивизионе. В 2013 году клуб лишился профессионального статуса из-за проблем с финансированием и в настоящее время[какое?] выступает в Лиге 3.

## Достижения
- Лига 2
  - Серебряный призёр (2): 2002/03, 2004/05

- Кубок Франции
  - Полуфиналист: 1997/98

- Кубок французской Лиги
  - Полуфиналист: 2005/06, 2006/07, 2007/08

- Лига Ман (Д6)
  - Чемпион: 2013/14